# Disturbo disintegrativo dell'infanzia
Il disturbo disintegrativo dell'infanzia (anche chiamato sindrome di Heller, demenza infantile o psicosi disintegrativa) è un disturbo pervasivo dello sviluppo raro ed estremamente grave. È anche noto come autismo regressivo e causa spesso la perdita di capacità fisiche o cognitive precedentemente acquisite dal bambino oltre a bloccarne il progresso.
Colpisce circa 17 nati su un milione ed è considerato il più debilitante tra i PDD.

## Sintomi
Il bambino colpito da questa sindrome va incontro, dopo i primi due anni di vita, ma sempre prima dei 10, ad una perdita significativa di capacità acquisite in precedenza in almeno due delle seguenti aree:
- linguaggio
- relazioni sociali
- controllo degli sfinteri
- capacità motorie

Il disturbo disintegrativo dell'infanzia spesso è associato al ritardo mentale grave.

## Trattamento
Il disturbo disintegrativo dell'infanzia può essere trattato con una terapia psichiatrica, tramite farmaci che tengono sotto controllo alcuni sintomi, ad esempio acting out di vario genere. Tuttavia allo stato attuale non esiste una cura per questo disturbo, così come per il resto dei disturbi pervasivi dello sviluppo.